# Infamy
«Infamy» —en español: «Infamia»— es una canción de la banda británica de rock The Rolling Stones, incluida como pista final de su álbum A Bigger Bang, del 2005. Es una de las dos canciones del álbum cantadas por Keith Richards. 

## Personal
Acreditados:
- Keith Richards: voz, guitarra eléctrica, teclados, bajo, percusión.
- Mick Jagger: teclados, armónica, percusión, coros.
- Charlie Watts: batería.
- Blondie Chaplin: coros.